# Mecanismo de adaptação competitiva
O Mecanismo de Adaptação Competitiva (MAC)é um protocolo adicional ao Acordo de Complementação Econômica entre Brasil e Argentina (ACE 14). É destinado a proteger setores industriais, de qualquer dos países, quando as exportações do vizinho estiverem causando, ou ameaçando causar, "dano importante" à economia doméstica. A principal provisão do Mecanismo é possibilitar que brasileiros ou argentinos adotem salvaguardas em relação a produtos originados do outro país.
A assinatura do protocolo, em 3 de fevereiro de 2006, gerou reações opostas nos empresariados brasileiro e argentino, embora o acordo estabeleça direitos e deveres iguais para ambos os países. Os empresários argentinos receberam o acordo como uma vitória, já que muitas de suas indústrias vinham passando por dificuldades ao competir com os brasileiros, sobretudo os setores de calçados, têxteis, eletrodomésticos, automóveis, frangos e suínos. O empresariado brasileiro, de maneira geral, foi contrário à medida, já que o Brasil vinha acumulando expressivos superávits comerciais frente a Argentina. Ainda assim, espera-se que produtores brasileiros de trigo, arroz, leite, alho, cebola, frutas e vinho se beneficiem do mecanismo.

## Histórico
Brasil e Argentina, junto de Paraguai e Uruguai, firmaram, em 1991, o Tratado de Assunção, que estabelece o Mercosul. O projeto dos quatro países foi integrar, progressivamente, suas economias, passando pelos estágios de zona de livre comércio, união aduaneira e finalmente mercado comum. A evolução do bloco se deu forma relativamente segura até a desvalorização cambial brasileira de 1998, que barateou os produtos brasileiros em relação aos argentinos. Desde então, setores industriais argentinos vêm se sentindo lesados pela competição com os brasileiros e pedem que seu governo adote medidas protecionistas, às quais o Brasil busca resistir.
Após diversos desentendimentos, como a Guerra das Geladeiras, em que o Brasil ameaçou recorrer mesmo à Organização Mundial do Comércio, os países desenvolveram o MAC, uma solução de compromisso que busca dar fim a essas pendências. Para a Argentina, existe a vantagem de poder adotar as salvaguardas que já vinha adotando sem desrespeitar o Direito Internacional, já que o Brasil concordou expressamente com as medidas. Para o Brasil, os benefícios encontram-se em participar das negociações sobre quais medidas adotar, embora o mecanismo ainda permita que, em última instância, adotem-se medidas unilaterais, e na possibilidade de seguir exportando, mesmo que medidas de proteção sejam adotadas. Isso porque, embora o MAC preveja a adoção de cotas para a entrada de produtos do vizinho, essas cotas referem-se somente à quantidade de produtos que são importados livres de qualquer taxa. Exportações que ultrapassem a cota estabelecida pelo MAC sofrerão a incidência de taxa de importação, correspondente a 90% da Tarifa Externa Comum (TEC) adotada para aquela categoria de produtos. Antes do Mecanismo, a Argentina vinha adotando cotas que limitavam completamente a exportação de produtos que as ultrapassassem.

## Críticas
Entidades como a Confederação Nacional da Indústria (CNI), a Federação das Indústrias do Estado de São Paulo (FIESP) e a Associação de Comércio Exterior do Brasil (AEB) criticam o protocolo. Afirmam que pode prejudicar as exportações brasileiras, que o Brasil não obteve qualquer contrapartida significativa por parte da Argentina e que o mecanismo é um retrocesso para a integração dos países do Mercosul. Segundo o jornal O Globo, ministros de Estado como Antonio Palloci e Luiz Fernando Furlan consideram que a decisão de Lula não é técnica, mas política, pois o presidente acreditaria que o mecanismo poderia significar o apoio da Argentina aos planos brasileiros no Conselho de Segurança.

## Defesa
Os que são favoráveis ao acordo argumentam que as medidas serão tomadas com moderação, e que não haverá mais decisões unilaterais, o que representa avanço.

## O processo
Para que uma salvaguarda seja adotada entre Brasil e Argentina, deve-se respeitar o processo estabelecido. O primeiro requisito é que pelo menos 35% do setor afetado apresente ao governo de seu país um pedido de aplicação das medidas. O governo deverá analisar o pedido e convocar uma reunião entre empresários do setor, de ambos os países, para que possam chegar a um acordo. Se não houver acordo, o Estado importador avalia a necessidade de aplicação das medidas. Em decidindo pela aplicação deverá comprovar aumento substancial das importações, dano importante, ou ameaça, e relação de causalidade entre o dano e o aumento das importações.